# オリンピックの柔道競技・メダリスト一覧
オリンピックの柔道競技・メダリスト一覧（オリンピックのじゅうどうきょうぎ・メダリストいちらん）は、1964年から2024年までのオリンピック柔道競技におけるメダリストの一覧である。

## 男子

### 60kg級
- 超軽量級

| 大会名                | 金                                    | 銀                                          | 銅                                              |
| --------------------- | ------------------------------------- | ------------------------------------------- | ----------------------------------------------- |
| 1980 モスクワ         | ティエリー・レイ フランス (FRA)       | ホセ・ロドリゲス キューバ (CUB)             | キンチェシュ・ティボル ハンガリー (HUN)         |
| 1980 モスクワ         | ティエリー・レイ フランス (FRA)       | ホセ・ロドリゲス キューバ (CUB)             | アランビ・エミシュ ソビエト連邦 (URS)           |
| 1984 ロサンゼルス     | 細川伸二 日本 (JPN)                   | 金載燁 韓国 (KOR)                           | ニール・エカーズリー イギリス (GBR)             |
| 1984 ロサンゼルス     | 細川伸二 日本 (JPN)                   | 金載燁 韓国 (KOR)                           | エドワード・リディ アメリカ合衆国 (USA)         |
| 1988 ソウル           | 金載燁 韓国 (KOR)                     | ケビン・アサノ アメリカ合衆国 (USA)         | 細川伸二 日本 (JPN)                             |
| 1988 ソウル           | 金載燁 韓国 (KOR)                     | ケビン・アサノ アメリカ合衆国 (USA)         | アミラン・トチカシビリ ソビエト連邦 (URS)       |
| 1992 バルセロナ       | ナジム・グセイノフ EUN (EUN)          | 尹鉉 韓国 (KOR)                             | 越野忠則 日本 (JPN)                             |
| 1992 バルセロナ       | ナジム・グセイノフ EUN (EUN)          | 尹鉉 韓国 (KOR)                             | リヒャルト・トラウトマン ドイツ (GER)           |
| 1996 アトランタ       | 野村忠宏 日本 (JPN)                   | ジローラモ・ジオビナッツォ イタリア (ITA)   | ドルジパラム・ナルマンダフ モンゴル (MGL)       |
| 1996 アトランタ       | 野村忠宏 日本 (JPN)                   | ジローラモ・ジオビナッツォ イタリア (ITA)   | リヒャルト・トラウトマン ドイツ (GER)           |
| 2000 シドニー         | 野村忠宏 日本 (JPN)                   | 鄭富競 韓国 (KOR)                           | マノロ・プロ キューバ (CUB)                     |
| 2000 シドニー         | 野村忠宏 日本 (JPN)                   | 鄭富競 韓国 (KOR)                           | エイディン・スマグロフ キルギス (KGZ)           |
| 2004 アテネ           | 野村忠宏 日本 (JPN)                   | ネストル・ヘルギアニ グルジア (GEO)         | 崔敏浩 韓国 (KOR)                               |
| 2004 アテネ           | 野村忠宏 日本 (JPN)                   | ネストル・ヘルギアニ グルジア (GEO)         | ハシュバータル・ツァガンバータル モンゴル (MGL) |
| 2008 北京             | 崔敏浩 韓国 (KOR)                     | ルートウィヒ・パイシャー オーストリア (AUT) | リショド・ソビロフ ウズベキスタン (UZB)         |
| 2008 北京             | 崔敏浩 韓国 (KOR)                     | ルートウィヒ・パイシャー オーストリア (AUT) | ルーベン・フーケス オランダ (NED)               |
| 2012 ロンドン         | アルセン・ガルスチャン ロシア (RUS)   | 平岡拓晃 日本 (JPN)                         | フェリペ・キタダイ ブラジル (BRA)               |
| 2012 ロンドン         | アルセン・ガルスチャン ロシア (RUS)   | 平岡拓晃 日本 (JPN)                         | リショド・ソビロフ ウズベキスタン (UZB)         |
| 2016 リオデジャネイロ | ベスラン・ムドラノフ ロシア (RUS)     | エルドス・スメトフ カザフスタン (KAZ)       | 髙藤直寿 日本 (JPN)                             |
| 2016 リオデジャネイロ | ベスラン・ムドラノフ ロシア (RUS)     | エルドス・スメトフ カザフスタン (KAZ)       | ディヨルベク・ウロズボエフ ウズベキスタン (UZB) |
| 2020 東京             | 髙藤直寿 日本 (JPN)                   | 楊勇緯 チャイニーズタイペイ (TPE)           | エルドス・スメトフ カザフスタン (KAZ)           |
| 2020 東京             | 髙藤直寿 日本 (JPN)                   | 楊勇緯 チャイニーズタイペイ (TPE)           | ルカ・ムハイジェ フランス (FRA)                 |
| 2024 パリ             | エルドス・スメトフ カザフスタン (KAZ) | ルカ・ムハイジェ フランス (FRA)             | 永山竜樹 日本 (JPN)                             |
| 2024 パリ             | エルドス・スメトフ カザフスタン (KAZ) | ルカ・ムハイジェ フランス (FRA)             | フランシスコ・ガリゴス スペイン (ESP)           |

### 66kg級
- 軽軽量級
- 65kg（1980-1992）
- 66kg（1996- ）

| 大会名                | 金                                          | 銀                                        | 銅                                          |
| --------------------- | ------------------------------------------- | ----------------------------------------- | ------------------------------------------- |
| 1980 モスクワ         | ニコライ・ソロドクリン ソビエト連邦 (URS)   | ツェンディーン・ダムディン モンゴル (MGL) | イリアン・ネドコフ ブルガリア (BUL)         |
| 1980 モスクワ         | ニコライ・ソロドクリン ソビエト連邦 (URS)   | ツェンディーン・ダムディン モンゴル (MGL) | ヤヌシュ・パヴウォフスキ ポーランド (POL)   |
| 1984 ロサンゼルス     | 松岡義之 日本 (JPN)                         | 黄正五 韓国 (KOR)                         | マルク・アレクサンドル フランス (FRA)       |
| 1984 ロサンゼルス     | 松岡義之 日本 (JPN)                         | 黄正五 韓国 (KOR)                         | ヨーゼフ・ライター オーストリア (AUT)       |
| 1988 ソウル           | 李璟根 韓国 (KOR)                           | ヤヌシュ・パヴウォフスキ ポーランド (POL) | ブルーノ・カラベッタ フランス (FRA)         |
| 1988 ソウル           | 李璟根 韓国 (KOR)                           | ヤヌシュ・パヴウォフスキ ポーランド (POL) | 山本洋祐 日本 (JPN)                         |
| 1992 バルセロナ       | ロジェリオ・サンパイオ ブラジル (BRA)       | チャーク・ヨージェフ ハンガリー (HUN)     | イスラエル・エルナンデス キューバ (CUB)     |
| 1992 バルセロナ       | ロジェリオ・サンパイオ ブラジル (BRA)       | チャーク・ヨージェフ ハンガリー (HUN)     | ウド・クエルマルツ ドイツ (GER)             |
| 1996 アトランタ       | ウド・クエルマルツ ドイツ (GER)             | 中村行成 日本 (JPN)                       | エンリケ・ギマラエス ブラジル (BRA)         |
| 1996 アトランタ       | ウド・クエルマルツ ドイツ (GER)             | 中村行成 日本 (JPN)                       | イスラエル・エルナンデス キューバ (CUB)     |
| 2000 シドニー         | ヒュセイン・オズカン トルコ (TUR)           | ラルビ・ベンブダウ フランス (FRA)         | ジローラモ・ジオビナッツォ イタリア (ITA)   |
| 2000 シドニー         | ヒュセイン・オズカン トルコ (TUR)           | ラルビ・ベンブダウ フランス (FRA)         | ゲオルギ・ワザガシビリ グルジア (GEO)       |
| 2004 アテネ           | 内柴正人 日本 (JPN)                         | ヨゼフ・クルナーチ スロバキア (SVK)       | ヨルダニス・アレンシビア キューバ (CUB)     |
| 2004 アテネ           | 内柴正人 日本 (JPN)                         | ヨゼフ・クルナーチ スロバキア (SVK)       | ゲオルギ・ゲオルギエフ ブルガリア (BUL)     |
| 2008 北京             | 内柴正人 日本 (JPN)                         | バンジャマン・ダルベレ フランス (FRA)     | ヨルダニス・アレンシビア キューバ (CUB)     |
| 2008 北京             | 内柴正人 日本 (JPN)                         | バンジャマン・ダルベレ フランス (FRA)     | 朴哲民 北朝鮮 (PRK)                         |
| 2012 ロンドン         | ラシャ・シャフダトゥアシビリ グルジア (GEO) | ミクローシュ・ウングバリ ハンガリー (HUN) | 海老沼匡 日本 (JPN)                         |
| 2012 ロンドン         | ラシャ・シャフダトゥアシビリ グルジア (GEO) | ミクローシュ・ウングバリ ハンガリー (HUN) | 曺準好 韓国 (KOR)                           |
| 2016 リオデジャネイロ | ファビオ・バシレ イタリア (ITA)             | アン・バウル 韓国 (KOR)                   | 海老沼匡 日本 (JPN)                         |
| 2016 リオデジャネイロ | ファビオ・バシレ イタリア (ITA)             | アン・バウル 韓国 (KOR)                   | リショド・ソビロフ ウズベキスタン (UZB)     |
| 2020 東京             | 阿部一二三 日本 (JPN)                       | バジャ・マルグベラシビリ ジョージア (GEO) | アン・バウル 韓国 (KOR)                     |
| 2020 東京             | 阿部一二三 日本 (JPN)                       | バジャ・マルグベラシビリ ジョージア (GEO) | ダニエル・カルグニン ブラジル (BRA)         |
| 2024 パリ             | 阿部一二三 日本 (JPN)                       | ウィリアン・リマ ブラジル (BRA)           | グスマン・キルギズバエフ カザフスタン (KAZ) |
| 2024 パリ             | 阿部一二三 日本 (JPN)                       | ウィリアン・リマ ブラジル (BRA)           | デニス・ビエル モルドバ (MDA)               |

### 73kg級
- 軽量級
- 68kg（1964）
- 63kg（1972-1976）
- 71kg（1980-1992）
- 73kg（1996- ）

| 大会名                | 金                                          | 銀                                            | 銅                                              |
| --------------------- | ------------------------------------------- | --------------------------------------------- | ----------------------------------------------- |
| 1964 東京             | 中谷雄英 日本 (JPN)                         | エリック・ヘンニ スイス (SUI)                 | アーロン・ボゴリューボフ ソビエト連邦 (URS)     |
| 1964 東京             | 中谷雄英 日本 (JPN)                         | エリック・ヘンニ スイス (SUI)                 | オレグ・ステパノフ ソビエト連邦 (URS)           |
| 1972 ミュンヘン       | 川口孝夫 日本 (JPN)                         | 該当者なし                                    | キム・ヨンイク 北朝鮮 (PRK)                     |
| 1972 ミュンヘン       | 川口孝夫 日本 (JPN)                         | 該当者なし                                    | ジャン＝ジャック・ムニエル フランス (FRA)       |
| 1976 モントリオール   | ヘクター・ロドリゲス キューバ (CUB)         | 張銀景 韓国 (KOR)                             | フェリーチェ・マリアーニ イタリア (ITA)         |
| 1976 モントリオール   | ヘクター・ロドリゲス キューバ (CUB)         | 張銀景 韓国 (KOR)                             | トゥンチク・ヨージェフ ハンガリー (HUN)         |
| 1980 モスクワ         | エツィオ・ガンバ イタリア (ITA)             | ニール・アダムス イギリス (GBR)               | ラフダン・ダバーダライ モンゴル (MGL)           |
| 1980 モスクワ         | エツィオ・ガンバ イタリア (ITA)             | ニール・アダムス イギリス (GBR)               | カール＝ハインツ・レーマン 東ドイツ (GDR)       |
| 1984 ロサンゼルス     | 安柄根 韓国 (KOR)                           | エツィオ・ガンバ イタリア (ITA)               | ケリス・ブラウン イギリス (GBR)                 |
| 1984 ロサンゼルス     | 安柄根 韓国 (KOR)                           | エツィオ・ガンバ イタリア (ITA)               | ルイス・オンムラ ブラジル (BRA)                 |
| 1988 ソウル           | マルク・アレクサンドル フランス (FRA)       | スベン・ロール 東ドイツ (GDR)                 | マイク・スウェイン アメリカ合衆国 (USA)         |
| 1988 ソウル           | マルク・アレクサンドル フランス (FRA)       | スベン・ロール 東ドイツ (GDR)                 | ゲオルギ・テナーゼ ソビエト連邦 (URS)           |
| 1992 バルセロナ       | 古賀稔彦 日本 (JPN)                         | ハイトシュ・ベルタラン ハンガリー (HUN)       | 鄭勲 韓国 (KOR)                                 |
| 1992 バルセロナ       | 古賀稔彦 日本 (JPN)                         | ハイトシュ・ベルタラン ハンガリー (HUN)       | オレン・スマジャ イスラエル (ISR)               |
| 1996 アトランタ       | 中村兼三 日本 (JPN)                         | 郭大成 韓国 (KOR)                             | クリストフ・ガグリアーノ フランス (FRA)         |
| 1996 アトランタ       | 中村兼三 日本 (JPN)                         | 郭大成 韓国 (KOR)                             | ジミー・ペドロ アメリカ合衆国 (USA)             |
| 2000 シドニー         | ジュゼッペ・マッダローニ イタリア (ITA)     | ティアゴ・カミロ ブラジル (BRA)               | アナトリー・ラリュコフ ベラルーシ (BLR)         |
| 2000 シドニー         | ジュゼッペ・マッダローニ イタリア (ITA)     | ティアゴ・カミロ ブラジル (BRA)               | フセヴォロドス・ゼリョニース ラトビア (LAT)     |
| 2004 アテネ           | 李元熹 韓国 (KOR)                           | ビタリー・マカロフ ロシア (RUS)               | ジミー・ペドロ アメリカ合衆国 (USA)             |
| 2004 アテネ           | 李元熹 韓国 (KOR)                           | ビタリー・マカロフ ロシア (RUS)               | レアンドロ・ギルヘイロ ブラジル (BRA)           |
| 2008 北京             | エルヌル・ママドリ アゼルバイジャン (AZE)   | 王己春 韓国 (KOR)                             | ラスル・ボキエフ タジキスタン (TJK)             |
| 2008 北京             | エルヌル・ママドリ アゼルバイジャン (AZE)   | 王己春 韓国 (KOR)                             | レアンドロ・ギルヘイロ ブラジル (BRA)           |
| 2012 ロンドン         | マンスール・イサエフ ロシア (RUS)           | 中矢力 日本 (JPN)                             | ウゴ・ルグラン フランス (FRA)                   |
| 2012 ロンドン         | マンスール・イサエフ ロシア (RUS)           | 中矢力 日本 (JPN)                             | サインジャルカル・ニャムオチル モンゴル (MGL)   |
| 2016 リオデジャネイロ | 大野将平 日本 (JPN)                         | ルスタム・オルジョフ アゼルバイジャン (AZE)   | ラシャ・シャフダトゥアシビリ ジョージア (GEO)   |
| 2016 リオデジャネイロ | 大野将平 日本 (JPN)                         | ルスタム・オルジョフ アゼルバイジャン (AZE)   | ディルク・バンティヘルト ベルギー (BEL)         |
| 2020 東京             | 大野将平 日本 (JPN)                         | ラシャ・シャフダトゥアシビリ ジョージア (GEO) | 安昌林 韓国 (KOR)                               |
| 2020 東京             | 大野将平 日本 (JPN)                         | ラシャ・シャフダトゥアシビリ ジョージア (GEO) | ツェンドオチル・ツォグトバータル モンゴル (MGL) |
| 2024 パリ             | ヒダヤト・ヘイダロフ アゼルバイジャン (AZE) | ジョアン＝バンジャマン・ガバ フランス (FRA)   | 橋本壮市 日本 (JPN)                             |
| 2024 パリ             | ヒダヤト・ヘイダロフ アゼルバイジャン (AZE) | ジョアン＝バンジャマン・ガバ フランス (FRA)   | アディル・オスマノフ モルドバ (MDA)             |

### 81kg級
- 軽中量級
- 70kg（1972-1976）
- 78kg（1980-1992）
- 81kg（1996- ）

| 大会名                | 金                                          | 銀                                              | 銅                                                |
| --------------------- | ------------------------------------------- | ----------------------------------------------- | ------------------------------------------------- |
| 1972 ミュンヘン       | 野村豊和 日本 (JPN)                         | アントニー・ザイコフスキー ポーランド (POL)     | ディートマール・ヘトガー 東ドイツ (GDR)           |
| 1972 ミュンヘン       | 野村豊和 日本 (JPN)                         | アントニー・ザイコフスキー ポーランド (POL)     | アナトリー・ノビコフ ソビエト連邦 (URS)           |
| 1976 モントリオール   | ウラジミール・ネフゾロフ ソビエト連邦 (URS) | 蔵本孝二 日本 (JPN)                             | マリアン・タワイ ポーランド (POL)                 |
| 1976 モントリオール   | ウラジミール・ネフゾロフ ソビエト連邦 (URS) | 蔵本孝二 日本 (JPN)                             | パトリック・ビアール フランス (FRA)               |
| 1980 モスクワ         | ショータ・ハバレーリ ソビエト連邦 (URS)     | フアン・フェレール キューバ (CUB)               | ハラルト・ハインケ 東ドイツ (GDR)                 |
| 1980 モスクワ         | ショータ・ハバレーリ ソビエト連邦 (URS)     | フアン・フェレール キューバ (CUB)               | ベルナール・チュルーヤン フランス (FRA)           |
| 1984 ロサンゼルス     | フランク・ウィニケ 西ドイツ (FRG)           | ニール・アダムス イギリス (GBR)                 | ミルチャ・フラティカ ルーマニア (ROM)             |
| 1984 ロサンゼルス     | フランク・ウィニケ 西ドイツ (FRG)           | ニール・アダムス イギリス (GBR)                 | ミシェル・ノバック フランス (FRA)                 |
| 1988 ソウル           | バルデマール・レジェン ポーランド (POL)     | フランク・ウィニケ 西ドイツ (FRG)               | トルステン・ブレヒョート 東ドイツ (GDR)           |
| 1988 ソウル           | バルデマール・レジェン ポーランド (POL)     | フランク・ウィニケ 西ドイツ (FRG)               | バシール・ワラエフ ソビエト連邦 (URS)             |
| 1992 バルセロナ       | 吉田秀彦 日本 (JPN)                         | ジェイソン・モリス アメリカ合衆国 (USA)         | 金炳周 韓国 (KOR)                                 |
| 1992 バルセロナ       | 吉田秀彦 日本 (JPN)                         | ジェイソン・モリス アメリカ合衆国 (USA)         | ベルトラン・ダメサン フランス (FRA)               |
| 1996 アトランタ       | ジャメル・ブーラ フランス (FRA)             | 古賀稔彦 日本 (JPN)                             | 趙麟徹 韓国 (KOR)                                 |
| 1996 アトランタ       | ジャメル・ブーラ フランス (FRA)             | 古賀稔彦 日本 (JPN)                             | ソソ・リパルテリアニ グルジア (GEO)               |
| 2000 シドニー         | 瀧本誠 日本 (JPN)                           | 趙麟徹 韓国 (KOR)                               | ヌーノ・デルガド ポルトガル (POR)                 |
| 2000 シドニー         | 瀧本誠 日本 (JPN)                           | 趙麟徹 韓国 (KOR)                               | アレクセイ・ブドリン エストニア (EST)             |
| 2004 アテネ           | イリアス・イリアディス ギリシャ (GRE)       | ロマン・ゴンチュク ウクライナ (UKR)             | フラビオ・カント ブラジル (BRA)                   |
| 2004 アテネ           | イリアス・イリアディス ギリシャ (GRE)       | ロマン・ゴンチュク ウクライナ (UKR)             | ドミトリー・ノソフ ロシア (RUS)                   |
| 2008 北京             | オーレ・ビショフ ドイツ (GER)               | 金宰範 韓国 (KOR)                               | ティアゴ・カミロ ブラジル (BRA)                   |
| 2008 北京             | オーレ・ビショフ ドイツ (GER)               | 金宰範 韓国 (KOR)                               | ロマン・ゴンチュク ウクライナ (UKR)               |
| 2012 ロンドン         | 金宰範 韓国 (KOR)                           | オーレ・ビショフ ドイツ (GER)                   | イワン・ニフォントフ ロシア (RUS)                 |
| 2012 ロンドン         | 金宰範 韓国 (KOR)                           | オーレ・ビショフ ドイツ (GER)                   | アントワーヌ・ヴァロア＝フォルティエ カナダ (CAN) |
| 2016 リオデジャネイロ | ハサン・ハルムルザエフ ロシア (RUS)         | トラヴィス・スティーブンス アメリカ合衆国 (USA) | セルジュ・トマ アラブ首長国連邦 (UAE)             |
| 2016 リオデジャネイロ | ハサン・ハルムルザエフ ロシア (RUS)         | トラヴィス・スティーブンス アメリカ合衆国 (USA) | 永瀬貴規 日本 (JPN)                               |
| 2020 東京             | 永瀬貴規 日本 (JPN)                         | サイード・モラエイ モンゴル (MGL)               | シャミル・ボルチャシビリ オーストリア (AUT)       |
| 2020 東京             | 永瀬貴規 日本 (JPN)                         | サイード・モラエイ モンゴル (MGL)               | マティアス・カス ベルギー (BEL)                   |
| 2024 パリ             | 永瀬貴規 日本 (JPN)                         | タト・グリガラシビリ ジョージア (GEO)           | 李俊奐 韓国 (KOR)                                 |
| 2024 パリ             | 永瀬貴規 日本 (JPN)                         | タト・グリガラシビリ ジョージア (GEO)           | ソモン・マフマドベコフ タジキスタン (TJK)         |

### 90kg級
- 中量級
- 80kg（1964-1976）
- 86kg（1980-1992）
- 90kg（1996- ）

| 大会名                | 金                                            | 銀                                            | 銅                                              |
| --------------------- | --------------------------------------------- | --------------------------------------------- | ----------------------------------------------- |
| 1964 東京             | 岡野功 日本 (JPN)                             | ヴォルフガング・ホフマン 東西統一ドイツ (EUA) | ジェームズ・ブレグマン アメリカ合衆国 (USA)     |
| 1964 東京             | 岡野功 日本 (JPN)                             | ヴォルフガング・ホフマン 東西統一ドイツ (EUA) | 金義泰 韓国 (KOR)                               |
| 1972 ミュンヘン       | 関根忍 日本 (JPN)                             | 呉勝立 韓国 (KOR)                             | ジャン＝ポール・コシュ フランス (FRA)           |
| 1972 ミュンヘン       | 関根忍 日本 (JPN)                             | 呉勝立 韓国 (KOR)                             | ブライアン・ジャックス イギリス (GBR)           |
| 1976 モントリオール   | 園田勇 日本 (JPN)                             | ワレリー・ドボイニコフ ソビエト連邦 (URS)     | スラフコ・オバドフ ユーゴスラビア (YUG)         |
| 1976 モントリオール   | 園田勇 日本 (JPN)                             | ワレリー・ドボイニコフ ソビエト連邦 (URS)     | 朴英哲 韓国 (KOR)                               |
| 1980 モスクワ         | ヨルグ・ロースリスベルガー スイス (SUI)       | イサーク・アスクイ キューバ (CUB)             | アレクサンドル・ヤチケビッチ ソビエト連邦 (URS) |
| 1980 モスクワ         | ヨルグ・ロースリスベルガー スイス (SUI)       | イサーク・アスクイ キューバ (CUB)             | デトレフ・ウルチ 東ドイツ (GDR)                 |
| 1984 ロサンゼルス     | ペーター・ザイゼンバッハー オーストリア (AUT) | ロバート・バーランド アメリカ合衆国 (USA)     | バウテル・カルモナ ブラジル (BRA)               |
| 1984 ロサンゼルス     | ペーター・ザイゼンバッハー オーストリア (AUT) | ロバート・バーランド アメリカ合衆国 (USA)     | 野瀬清喜 日本 (JPN)                             |
| 1988 ソウル           | ペーター・ザイゼンバッハー オーストリア (AUT) | ウラジーミル・シェスタコフ ソビエト連邦 (URS) | 大迫明伸 日本 (JPN)                             |
| 1988 ソウル           | ペーター・ザイゼンバッハー オーストリア (AUT) | ウラジーミル・シェスタコフ ソビエト連邦 (URS) | ベン・スペイケルス オランダ (NED)               |
| 1992 バルセロナ       | バルデマール・レジェン ポーランド (POL)       | パスカル・タイヨ フランス (FRA)               | ニコラス・ギル カナダ (CAN)                     |
| 1992 バルセロナ       | バルデマール・レジェン ポーランド (POL)       | パスカル・タイヨ フランス (FRA)               | 岡田弘隆 日本 (JPN)                             |
| 1996 アトランタ       | 全己盈 韓国 (KOR)                             | アルメン・バグダサロフ ウズベキスタン (UZB)   | マルク・ハイジンハ オランダ (NED)               |
| 1996 アトランタ       | 全己盈 韓国 (KOR)                             | アルメン・バグダサロフ ウズベキスタン (UZB)   | マルコ・スピットカ ドイツ (GER)                 |
| 2000 シドニー         | マルク・ハイジンハ オランダ (NED)             | カルロス・オノラト ブラジル (BRA)             | フレデリック・デモンフォコン フランス (FRA)     |
| 2000 シドニー         | マルク・ハイジンハ オランダ (NED)             | カルロス・オノラト ブラジル (BRA)             | ルスラン・マシュレンコ ウクライナ (UKR)         |
| 2004 アテネ           | ズラブ・ズビャダウリ グルジア (GEO)           | 泉浩 日本 (JPN)                               | マルク・ハイジンハ オランダ (NED)               |
| 2004 アテネ           | ズラブ・ズビャダウリ グルジア (GEO)           | 泉浩 日本 (JPN)                               | ハサンビ・タオフ ロシア (RUS)                   |
| 2008 北京             | イラクリ・チレキゼ グルジア (GEO)             | アマル・ベニクレフ アルジェリア (ALG)         | ヘシャム・メシバ エジプト (EGY)                 |
| 2008 北京             | イラクリ・チレキゼ グルジア (GEO)             | アマル・ベニクレフ アルジェリア (ALG)         | セルゲイ・アシュワンデン スイス (SUI)           |
| 2012 ロンドン         | 宋大南 韓国 (KOR)                             | アスレイ・ゴンサレス キューバ (CUB)           | 西山将士 日本 (JPN)                             |
| 2012 ロンドン         | 宋大南 韓国 (KOR)                             | アスレイ・ゴンサレス キューバ (CUB)           | イリアス・イリアディス ギリシャ (GRE)           |
| 2016 リオデジャネイロ | ベイカー茉秋 日本 (JPN)                       | ヴァルラーム・リパルテリアニ ジョージア (GEO) | 程訓釗 中国 (CHN)                               |
| 2016 リオデジャネイロ | ベイカー茉秋 日本 (JPN)                       | ヴァルラーム・リパルテリアニ ジョージア (GEO) | 郭同韓 韓国 (KOR)                               |
| 2020 東京             | ラシャ・ベカウリ ジョージア (GEO)             | エドゥアルト・トリッペル ドイツ (GER)         | ダブラト・ボボノフ ウズベキスタン (UZB)         |
| 2020 東京             | ラシャ・ベカウリ ジョージア (GEO)             | エドゥアルト・トリッペル ドイツ (GER)         | トート・クリスティアーン ハンガリー (HUN)       |
| 2024 パリ             | ラシャ・ベカウリ ジョージア (GEO)             | 村尾三四郎 日本 (JPN)                         | マクシム＝ガエル・ンガヤ＝アムブ フランス (FRA) |
| 2024 パリ             | ラシャ・ベカウリ ジョージア (GEO)             | 村尾三四郎 日本 (JPN)                         | テオドロス・ツェルディス ギリシャ (GRE)         |

### 100kg級
- 軽重量級
- 93kg（1972-1976）
- 95kg（1980-1992）
- 100kg（1996- ）

| 大会名                | 金                                          | 銀                                          | 銅                                                |
| --------------------- | ------------------------------------------- | ------------------------------------------- | ------------------------------------------------- |
| 1972 ミュンヘン       | ショータ・チョチョシビリ ソビエト連邦 (URS) | デビッド・スターブルック イギリス (GBR)     | パウル・バルト 西ドイツ (FRG)                     |
| 1972 ミュンヘン       | ショータ・チョチョシビリ ソビエト連邦 (URS) | デビッド・スターブルック イギリス (GBR)     | チアキ・イシイ ブラジル (BRA)                     |
| 1976 モントリオール   | 二宮和弘 日本 (JPN)                         | ラマズ・ハルシラーゼ ソビエト連邦 (URS)     | ヨルグ・ロースリスベルガー スイス (SUI)           |
| 1976 モントリオール   | 二宮和弘 日本 (JPN)                         | ラマズ・ハルシラーゼ ソビエト連邦 (URS)     | デビッド・スターブルック イギリス (GBR)           |
| 1980 モスクワ         | ロベルト・バンドワール ベルギー (BEL)       | テンギズ・フブルーリ ソビエト連邦 (URS)     | ディートマー・ローレンツ 東ドイツ (GDR)           |
| 1980 モスクワ         | ロベルト・バンドワール ベルギー (BEL)       | テンギズ・フブルーリ ソビエト連邦 (URS)     | ヘンク・ヌマン オランダ (NED)                     |
| 1984 ロサンゼルス     | 河亨柱 韓国 (KOR)                           | ダグラス・ビエイラ ブラジル (BRA)           | ビャルニ・フリドリクソン アイスランド (ISL)       |
| 1984 ロサンゼルス     | 河亨柱 韓国 (KOR)                           | ダグラス・ビエイラ ブラジル (BRA)           | ギュンター・ノイロイター 西ドイツ (FRG)           |
| 1988 ソウル           | アウレリオ・ミゲル ブラジル (BRA)           | マルク・マイリング 西ドイツ (FRG)           | デニス・スチュワート イギリス (GBR)               |
| 1988 ソウル           | アウレリオ・ミゲル ブラジル (BRA)           | マルク・マイリング 西ドイツ (FRG)           | ロベルト・バンドワール ベルギー (BEL)             |
| 1992 バルセロナ       | アンタル・コバチ ハンガリー (HUN)           | レイモンド・スティーヴンス イギリス (GBR)   | テオ・メイヤー オランダ (NED)                     |
| 1992 バルセロナ       | アンタル・コバチ ハンガリー (HUN)           | レイモンド・スティーヴンス イギリス (GBR)   | ドミトリー・セルゲイエフ EUN (EUN)                |
| 1996 アトランタ       | パウエル・ナツラ ポーランド (POL)           | 金岷秀 韓国 (KOR)                           | アウレリオ・ミゲル ブラジル (BRA)                 |
| 1996 アトランタ       | パウエル・ナツラ ポーランド (POL)           | 金岷秀 韓国 (KOR)                           | ステファン・トレノー フランス (FRA)               |
| 2000 シドニー         | 井上康生 日本 (JPN)                         | ニコラス・ギル カナダ (CAN)                 | ユーリ・ステプキン ロシア (RUS)                   |
| 2000 シドニー         | 井上康生 日本 (JPN)                         | ニコラス・ギル カナダ (CAN)                 | ステファン・トレノー フランス (FRA)               |
| 2004 アテネ           | イハル・マカラウ ベラルーシ (BLR)           | 蔣盛晧 韓国 (KOR)                           | アリエル・ゼエビ イスラエル (ISR)                 |
| 2004 アテネ           | イハル・マカラウ ベラルーシ (BLR)           | 蔣盛晧 韓国 (KOR)                           | ミヒャエル・ユラック ドイツ (GER)                 |
| 2008 北京             | ナイダン・ツブシンバヤル モンゴル (MGL)     | アスハト・ジトケエフ カザフスタン (KAZ)     | モブルド・ミラリエフ アゼルバイジャン (AZE)       |
| 2008 北京             | ナイダン・ツブシンバヤル モンゴル (MGL)     | アスハト・ジトケエフ カザフスタン (KAZ)     | ヘンク・フロル オランダ (NED)                     |
| 2012 ロンドン         | タギル・ハイブラエフ ロシア (RUS)           | ナイダン・ツブシンバヤル モンゴル (MGL)     | ディミトリ・ペータース ドイツ (GER)               |
| 2012 ロンドン         | タギル・ハイブラエフ ロシア (RUS)           | ナイダン・ツブシンバヤル モンゴル (MGL)     | ヘンク・フロル オランダ (NED)                     |
| 2016 リオデジャネイロ | ルカシュ・クルパレク チェコ (CZE)           | エルマール・ガシモフ アゼルバイジャン (AZE) | 羽賀龍之介 日本 (JPN)                             |
| 2016 リオデジャネイロ | ルカシュ・クルパレク チェコ (CZE)           | エルマール・ガシモフ アゼルバイジャン (AZE) | シリル・マレ フランス (FRA)                       |
| 2020 東京             | ウルフ・アロン 日本 (JPN)                   | チョ・グハム 韓国 (KOR)                     | ジョルジ・フォンセカ ポルトガル (POR)             |
| 2020 東京             | ウルフ・アロン 日本 (JPN)                   | チョ・グハム 韓国 (KOR)                     | ニヤス・イリアソフ ROC (ROC)                      |
| 2024 パリ             | ゼリム・コツォイエフ アゼルバイジャン (AZE) | イリア・スラマニゼ ジョージア (GEO)         | ピーター・パルチック イスラエル (ISR)             |
| 2024 パリ             | ゼリム・コツォイエフ アゼルバイジャン (AZE) | イリア・スラマニゼ ジョージア (GEO)         | ムザファルベク・トゥロボエフ ウズベキスタン (UZB) |

### 100kg超級
- 重量級
- 80kg以上（1964）
- 93kg以上（1972-1976）
- 95kg以上（1980-1992）
- 100kg以上（1996- ）

| 大会名                | 金                                      | 銀                                            | 銅                                            |
| --------------------- | --------------------------------------- | --------------------------------------------- | --------------------------------------------- |
| 1964 東京             | 猪熊功 日本 (JPN)                       | ダグ・ロジャース カナダ (CAN)                 | パルナオズ・チクビラーゼ ソビエト連邦 (URS)   |
| 1964 東京             | 猪熊功 日本 (JPN)                       | ダグ・ロジャース カナダ (CAN)                 | アンゾール・キクナーゼ ソビエト連邦 (URS)     |
| 1972 ミュンヘン       | ウィレム・ルスカ オランダ (NED)         | クラウス・グラーン 西ドイツ (FRG)             | 西村昌樹 日本 (JPN)                           |
| 1972 ミュンヘン       | ウィレム・ルスカ オランダ (NED)         | クラウス・グラーン 西ドイツ (FRG)             | ギービ・オナシビリ ソビエト連邦 (URS)         |
| 1976 モントリオール   | セルゲイ・ノヴィコフ ソビエト連邦 (URS) | ギュンター・ノイロイター 西ドイツ (FRG)       | アレン・コージ アメリカ合衆国 (USA)           |
| 1976 モントリオール   | セルゲイ・ノヴィコフ ソビエト連邦 (URS) | ギュンター・ノイロイター 西ドイツ (FRG)       | 遠藤純男 日本 (JPN)                           |
| 1980 モスクワ         | アンジェロ・パリジ フランス (FRA)       | ディミタル・ザプリアノフ ブルガリア (BUL)     | ラドミール・コバセビッチ ユーゴスラビア (YUG) |
| 1980 モスクワ         | アンジェロ・パリジ フランス (FRA)       | ディミタル・ザプリアノフ ブルガリア (BUL)     | ウラジーミル・コツマン チェコスロバキア (TCH) |
| 1984 ロサンゼルス     | 斉藤仁 日本 (JPN)                       | アンジェロ・パリジ フランス (FRA)             | マーク・バーガー カナダ (CAN)                 |
| 1984 ロサンゼルス     | 斉藤仁 日本 (JPN)                       | アンジェロ・パリジ フランス (FRA)             | 趙容徹 韓国 (KOR)                             |
| 1988 ソウル           | 斉藤仁 日本 (JPN)                       | ヘンリー・ストール 東ドイツ (GDR)             | 趙容徹 韓国 (KOR)                             |
| 1988 ソウル           | 斉藤仁 日本 (JPN)                       | ヘンリー・ストール 東ドイツ (GDR)             | グリゴリー・ベリチェフ ソビエト連邦 (URS)     |
| 1992 バルセロナ       | ダヴィド・ハハレイシヴィリ EUN (EUN)    | 小川直也 日本 (JPN)                           | チェース・イムレ ハンガリー (HUN)             |
| 1992 バルセロナ       | ダヴィド・ハハレイシヴィリ EUN (EUN)    | 小川直也 日本 (JPN)                           | ダビド・ドゥイエ フランス (FRA)               |
| 1996 アトランタ       | ダビド・ドゥイエ フランス (FRA)         | エルネスト・ペレス スペイン (ESP)             | フランク・モラー ドイツ (GER)                 |
| 1996 アトランタ       | ダビド・ドゥイエ フランス (FRA)         | エルネスト・ペレス スペイン (ESP)             | ハリー・ファンバルネベルト ベルギー (BEL)     |
| 2000 シドニー         | ダビド・ドゥイエ フランス (FRA)         | 篠原信一 日本 (JPN)                           | インドレク・ペルテルソン エストニア (EST)     |
| 2000 シドニー         | ダビド・ドゥイエ フランス (FRA)         | 篠原信一 日本 (JPN)                           | タメルラン・トメノフ ロシア (RUS)             |
| 2004 アテネ           | 鈴木桂治 日本 (JPN)                     | タメルラン・トメノフ ロシア (RUS)             | デニス・ファンデルヘースト オランダ (NED)     |
| 2004 アテネ           | 鈴木桂治 日本 (JPN)                     | タメルラン・トメノフ ロシア (RUS)             | インドレク・ペルテルソン エストニア (EST)     |
| 2008 北京             | 石井慧 日本 (JPN)                       | アブドゥロ・タングリエフ ウズベキスタン (UZB) | オスカル・ブライソン キューバ (CUB)           |
| 2008 北京             | 石井慧 日本 (JPN)                       | アブドゥロ・タングリエフ ウズベキスタン (UZB) | テディ・リネール フランス (FRA)               |
| 2012 ロンドン         | テディ・リネール フランス (FRA)         | アレクサンドル・ミハイリン ロシア (RUS)       | ラファエル・シルバ ブラジル (BRA)             |
| 2012 ロンドン         | テディ・リネール フランス (FRA)         | アレクサンドル・ミハイリン ロシア (RUS)       | アンドレアス・テルツァー ドイツ (GER)         |
| 2016 リオデジャネイロ | テディ・リネール フランス (FRA)         | 原沢久喜 日本 (JPN)                           | オル・サッソン イスラエル (ISR)               |
| 2016 リオデジャネイロ | テディ・リネール フランス (FRA)         | 原沢久喜 日本 (JPN)                           | ラファエル・シルバ ブラジル (BRA)             |
| 2020 東京             | ルカーシュ・クルパーレク チェコ (CZE)   | グラム・ツシシビリ ジョージア (GEO)           | テディ・リネール フランス (FRA)               |
| 2020 東京             | ルカーシュ・クルパーレク チェコ (CZE)   | グラム・ツシシビリ ジョージア (GEO)           | タメルラン・バシャエフ ROC (ROC)              |
| 2024 パリ             | テディ・リネール フランス (FRA)         | キム・ミンジョン 韓国 (KOR)                   | テムール・ラヒモフ タジキスタン (TJK)         |
| 2024 パリ             | テディ・リネール フランス (FRA)         | キム・ミンジョン 韓国 (KOR)                   | アリシェル・ユスポフ ウズベキスタン (UZB)     |

### 無差別
- 無差別級

| 大会名              | 金                                      | 銀                                        | 銅                                              |
| ------------------- | --------------------------------------- | ----------------------------------------- | ----------------------------------------------- |
| 1964 東京           | アントン・ヘーシンク オランダ (NED)     | 神永昭夫 日本 (JPN)                       | セオドア・ボロノフスキー オーストラリア (AUS)   |
| 1964 東京           | アントン・ヘーシンク オランダ (NED)     | 神永昭夫 日本 (JPN)                       | クラウス・グラーン 東西統一ドイツ (EUA)         |
| 1972 ミュンヘン     | ウィレム・ルスカ オランダ (NED)         | ビタリー・クズネツォフ ソビエト連邦 (URS) | ジャン＝クロード・ブロンダニ フランス (FRA)     |
| 1972 ミュンヘン     | ウィレム・ルスカ オランダ (NED)         | ビタリー・クズネツォフ ソビエト連邦 (URS) | アンジェロ・パリジ イギリス (GBR)               |
| 1976 モントリオール | 上村春樹 日本 (JPN)                     | キース・レムフリー イギリス (GBR)         | 趙在基 韓国 (KOR)                               |
| 1976 モントリオール | 上村春樹 日本 (JPN)                     | キース・レムフリー イギリス (GBR)         | ショータ・チョチョシビリ ソビエト連邦 (URS)     |
| 1980 モスクワ       | ディートマー・ローレンツ 東ドイツ (GDR) | アンジェロ・パリジ フランス (FRA)         | オジュヴァール・アンドラーシュ ハンガリー (HUN) |
| 1980 モスクワ       | ディートマー・ローレンツ 東ドイツ (GDR) | アンジェロ・パリジ フランス (FRA)         | アーサー・マップ イギリス (GBR)                 |
| 1984 ロサンゼルス   | 山下泰裕 日本 (JPN)                     | モハメド・ラシュワン エジプト (EGY)       | アルトゥル・シュナーベル 西ドイツ (FRG)         |
| 1984 ロサンゼルス   | 山下泰裕 日本 (JPN)                     | モハメド・ラシュワン エジプト (EGY)       | ミハイ・シオク ルーマニア (ROM)                 |

※1984年のロサンゼルス大会をもって無差別は廃止

## 女子

### 48kg級
- 超軽量級

| 大会名                | 金                                    | 銀                                        | 銅                                                  |
| --------------------- | ------------------------------------- | ----------------------------------------- | --------------------------------------------------- |
| 1992 バルセロナ       | セシル・ノバック フランス (FRA)       | 田村亮子 日本 (JPN)                       | アマリリス・サボン キューバ (CUB)                   |
| 1992 バルセロナ       | セシル・ノバック フランス (FRA)       | 田村亮子 日本 (JPN)                       | ヒュリヤ・シェンユルト トルコ (TUR)                 |
| 1996 アトランタ       | ケー・スンヒ 北朝鮮 (PRK)             | 田村亮子 日本 (JPN)                       | アマリリス・サボン キューバ (CUB)                   |
| 1996 アトランタ       | ケー・スンヒ 北朝鮮 (PRK)             | 田村亮子 日本 (JPN)                       | ヨランダ・ソレル スペイン (ESP)                     |
| 2000 シドニー         | 田村亮子 日本 (JPN)                   | リュボフ・ブルレトワ ロシア (RUS)         | アンナ＝マリア・グラダンテ ドイツ (GER)             |
| 2000 シドニー         | 田村亮子 日本 (JPN)                   | リュボフ・ブルレトワ ロシア (RUS)         | アン・シモンス ベルギー (BEL)                       |
| 2004 アテネ           | 谷亮子 日本 (JPN)                     | フレデリク・ジョシネ フランス (FRA)       | 高峰 中国 (CHN)                                     |
| 2004 アテネ           | 谷亮子 日本 (JPN)                     | フレデリク・ジョシネ フランス (FRA)       | ユリア・マティヤス ドイツ (GER)                     |
| 2008 北京             | アリナ・ドゥミトル ルーマニア (ROM)   | ヤネト・ベルモイ キューバ (CUB)           | パウラ・パレト アルゼンチン (ARG)                   |
| 2008 北京             | アリナ・ドゥミトル ルーマニア (ROM)   | ヤネト・ベルモイ キューバ (CUB)           | 谷亮子 日本 (JPN)                                   |
| 2012 ロンドン         | サラ・メネゼス ブラジル (BRA)         | アリナ・ドゥミトル ルーマニア (ROM)       | シャルリーヌ・ファンスニック ベルギー (BEL)         |
| 2012 ロンドン         | サラ・メネゼス ブラジル (BRA)         | アリナ・ドゥミトル ルーマニア (ROM)       | チェルノビツキ・エーヴァ ハンガリー (HUN)           |
| 2016 リオデジャネイロ | パウラ・パレト アルゼンチン (ARG)     | 鄭普涇 韓国 (KOR)                         | 近藤亜美 日本 (JPN)                                 |
| 2016 リオデジャネイロ | パウラ・パレト アルゼンチン (ARG)     | 鄭普涇 韓国 (KOR)                         | オトゴンツェツェグ・ガルバドラフ カザフスタン (KAZ) |
| 2020 東京             | ディストリア・クラスニキ コソボ (KOS) | 渡名喜風南 日本 (JPN)                     | ダリア・ビロディド ウクライナ (UKR)                 |
| 2020 東京             | ディストリア・クラスニキ コソボ (KOS) | 渡名喜風南 日本 (JPN)                     | ムンフバット・ウランツェツェグ モンゴル (MGL)       |
| 2024 パリ             | 角田夏実 日本 (JPN)                   | バブードルジ・バーサンフー モンゴル (MGL) | シリヌ・ブクリ フランス (FRA)                       |
| 2024 パリ             | 角田夏実 日本 (JPN)                   | バブードルジ・バーサンフー モンゴル (MGL) | タラ・バブルファト スウェーデン (SWE)               |

### 52kg級
- 軽軽量級

| 大会名                | 金                                            | 銀                                        | 銅                                        |
| --------------------- | --------------------------------------------- | ----------------------------------------- | ----------------------------------------- |
| 1992 バルセロナ       | アルムデナ・ムニョス スペイン (ESP)           | 溝口紀子 日本 (JPN)                       | 李忠雲 中国 (CHN)                         |
| 1992 バルセロナ       | アルムデナ・ムニョス スペイン (ESP)           | 溝口紀子 日本 (JPN)                       | シャロン・レンドル イギリス (GBR)         |
| 1996 アトランタ       | マリー＝クレール・レストゥー フランス (FRA)   | 玄淑姫 韓国 (KOR)                         | 菅原教子 日本 (JPN)                       |
| 1996 アトランタ       | マリー＝クレール・レストゥー フランス (FRA)   | 玄淑姫 韓国 (KOR)                         | レグナ・ベルデシア キューバ (CUB)         |
| 2000 シドニー         | レグナ・ベルデシア キューバ (CUB)             | 楢崎教子 日本 (JPN)                       | ケー・スンヒ 北朝鮮 (PRK)                 |
| 2000 シドニー         | レグナ・ベルデシア キューバ (CUB)             | 楢崎教子 日本 (JPN)                       | 劉玉香 中国 (CHN)                         |
| 2004 アテネ           | 冼東妹 中国 (CHN)                             | 横澤由貴 日本 (JPN)                       | アマリリス・サボン キューバ (CUB)         |
| 2004 アテネ           | 冼東妹 中国 (CHN)                             | 横澤由貴 日本 (JPN)                       | イルス・ヘイレン ベルギー (BEL)           |
| 2008 北京             | 冼東妹 中国 (CHN)                             | 安琴愛 北朝鮮 (PRK)                       | ソラヤ・ハダド アルジェリア (ALG)         |
| 2008 北京             | 冼東妹 中国 (CHN)                             | 安琴愛 北朝鮮 (PRK)                       | 中村美里 日本 (JPN)                       |
| 2012 ロンドン         | 安琴愛 北朝鮮 (PRK)                           | ヤネト・ベルモイ キューバ (CUB)           | プリシラ・ネト フランス (FRA)             |
| 2012 ロンドン         | 安琴愛 北朝鮮 (PRK)                           | ヤネト・ベルモイ キューバ (CUB)           | ロサルバ・フォルチニティ イタリア (ITA)   |
| 2016 リオデジャネイロ | マイリンダ・ケルメンディ コソボ (KOS)         | オデッテ・ジュフリーダ イタリア (ITA)     | 中村美里 日本 (JPN)                       |
| 2016 リオデジャネイロ | マイリンダ・ケルメンディ コソボ (KOS)         | オデッテ・ジュフリーダ イタリア (ITA)     | ナタリア・クジュティナ ロシア (RUS)       |
| 2020 東京             | 阿部詩 日本 (JPN)                             | アマンディーヌ・ブシャール フランス (FRA) | オデッテ・ジュフリーダ イタリア (ITA)     |
| 2020 東京             | 阿部詩 日本 (JPN)                             | アマンディーヌ・ブシャール フランス (FRA) | チェルシー・ジャイルズ イギリス (GBR)     |
| 2024 パリ             | ディヨラ・ケルディヨロワ ウズベキスタン (UZB) | ディストリア・クラスニキ コソボ (KOS)     | ラリッサ・ピメンタ ブラジル (BRA)         |
| 2024 パリ             | ディヨラ・ケルディヨロワ ウズベキスタン (UZB) | ディストリア・クラスニキ コソボ (KOS)     | アマンディーヌ・ブシャール フランス (FRA) |

### 57kg級
- 軽量級
- 56kg（1992-1996）
- 57kg（2000- ）

| 大会名                | 金                                      | 銀                                      | 銅                                        |
| --------------------- | --------------------------------------- | --------------------------------------- | ----------------------------------------- |
| 1992 バルセロナ       | ミリアム・ブラスコ スペイン (ESP)       | ニコラ・フェアブラザー イギリス (GBR)   | ドリュリス・ゴンサレス キューバ (CUB)     |
| 1992 バルセロナ       | ミリアム・ブラスコ スペイン (ESP)       | ニコラ・フェアブラザー イギリス (GBR)   | 立野千代里 日本 (JPN)                     |
| 1996 アトランタ       | ドリュリス・ゴンサレス キューバ (CUB)   | 鄭善溶 韓国 (KOR)                       | イサベル・フェルナンデス スペイン (ESP)   |
| 1996 アトランタ       | ドリュリス・ゴンサレス キューバ (CUB)   | 鄭善溶 韓国 (KOR)                       | マリー＝イザベル・ロンバ ベルギー (BEL)   |
| 2000 シドニー         | イサベル・フェルナンデス スペイン (ESP) | ドリュリス・ゴンサレス キューバ (CUB)   | 日下部基栄 日本 (JPN)                     |
| 2000 シドニー         | イサベル・フェルナンデス スペイン (ESP) | ドリュリス・ゴンサレス キューバ (CUB)   | マリア・ペクリ オーストラリア (AUS)       |
| 2004 アテネ           | イボンヌ・ベニシュ ドイツ (GER)         | ケー・スンヒ 北朝鮮 (PRK)               | ユリスレイディス・ルペティ キューバ (CUB) |
| 2004 アテネ           | イボンヌ・ベニシュ ドイツ (GER)         | ケー・スンヒ 北朝鮮 (PRK)               | デボラ・フラベンステイン オランダ (NED)   |
| 2008 北京             | ジュリア・クインタバレ イタリア (ITA)   | デボラ・フラベンステイン オランダ (NED) | ケトレイン・クアドロス ブラジル (BRA)     |
| 2008 北京             | ジュリア・クインタバレ イタリア (ITA)   | デボラ・フラベンステイン オランダ (NED) | 許岩 中国 (CHN)                           |
| 2012 ロンドン         | 松本薫 日本 (JPN)                       | コリーナ・カプリオリウ ルーマニア (ROU) | マルティ・マロイ アメリカ合衆国 (USA)     |
| 2012 ロンドン         | 松本薫 日本 (JPN)                       | コリーナ・カプリオリウ ルーマニア (ROU) | オトーヌ・パヴィア フランス (FRA)         |
| 2016 リオデジャネイロ | ラファエラ・シルバ ブラジル (BRA)       | ドルジスレン・スミヤ モンゴル (MGL)     | 松本薫 日本 (JPN)                         |
| 2016 リオデジャネイロ | ラファエラ・シルバ ブラジル (BRA)       | ドルジスレン・スミヤ モンゴル (MGL)     | テルマ・モンテイロ ポルトガル (POR)       |
| 2020 東京             | ノラ・ジャコヴァ コソボ (KOS)           | サラ＝レオニー・シジク フランス (FRA)   | 芳田司 日本 (JPN)                         |
| 2020 東京             | ノラ・ジャコヴァ コソボ (KOS)           | サラ＝レオニー・シジク フランス (FRA)   | ジェシカ・クリムカイト カナダ (CAN)       |
| 2024 パリ             | 出口クリスタ カナダ (CAN)               | ホ・ミミ 韓国 (KOR)                     | 舟久保遥香 日本 (JPN)                     |
| 2024 パリ             | 出口クリスタ カナダ (CAN)               | ホ・ミミ 韓国 (KOR)                     | サラ＝レオニー・シジク フランス (FRA)     |

### 63kg級
- 軽中量級
- 61kg（1992-1996）
- 63kg（2000- ）

| 大会名                | 金                                      | 銀                                              | 銅                                              |
| --------------------- | --------------------------------------- | ----------------------------------------------- | ----------------------------------------------- |
| 1992 バルセロナ       | カトリーヌ・フローリ フランス (FRA)     | ヤエル・アラド イスラエル (ISR)                 | エレーナ・ペトロワ EUN (EUN)                    |
| 1992 バルセロナ       | カトリーヌ・フローリ フランス (FRA)     | ヤエル・アラド イスラエル (ISR)                 | 張迪 中国 (CHN)                                 |
| 1996 アトランタ       | 恵本裕子 日本 (JPN)                     | ジェラ・バンデカバイエ ベルギー (BEL)           | ジェニー・ハル オランダ (NED)                   |
| 1996 アトランタ       | 恵本裕子 日本 (JPN)                     | ジェラ・バンデカバイエ ベルギー (BEL)           | 鄭成淑 韓国 (KOR)                               |
| 2000 シドニー         | セブリーヌ・バンデネンド フランス (FRA) | 李淑芳 中国 (CHN)                               | ジェラ・バンデカバイエ ベルギー (BEL)           |
| 2000 シドニー         | セブリーヌ・バンデネンド フランス (FRA) | 李淑芳 中国 (CHN)                               | 鄭成淑 韓国 (KOR)                               |
| 2004 アテネ           | 谷本歩実 日本 (JPN)                     | クラウディア・ハイル オーストリア (AUT)         | ドリュリス・ゴンサレス キューバ (CUB)           |
| 2004 アテネ           | 谷本歩実 日本 (JPN)                     | クラウディア・ハイル オーストリア (AUT)         | ウルシカ・ジョルニル スロベニア (SLO)           |
| 2008 北京             | 谷本歩実 日本 (JPN)                     | リュシ・デコス フランス (FRA)                   | エリザベト・ウィルボーダス オランダ (NED)       |
| 2008 北京             | 谷本歩実 日本 (JPN)                     | リュシ・デコス フランス (FRA)                   | 元玉任 北朝鮮 (PRK)                             |
| 2012 ロンドン         | ウルシカ・ジョルニル スロベニア (SLO)   | 徐麗麗 中国 (CHN)                               | 上野順恵 日本 (JPN)                             |
| 2012 ロンドン         | ウルシカ・ジョルニル スロベニア (SLO)   | 徐麗麗 中国 (CHN)                               | ジブリズ・エマヌ フランス (FRA)                 |
| 2016 リオデジャネイロ | ティナ・トルステニャク スロベニア (SLO) | クラリス・アグベニュー フランス (FRA)           | ヤーデン・ジェルビ イスラエル (ISR)             |
| 2016 リオデジャネイロ | ティナ・トルステニャク スロベニア (SLO) | クラリス・アグベニュー フランス (FRA)           | アニカ・ファンエムデン オランダ (NED)           |
| 2020 東京             | クラリス・アグベニュー フランス (FRA)   | ティナ・トルステニャク スロベニア (SLO)         | カトリーヌ・ボーシュマン＝ピナール カナダ (CAN) |
| 2020 東京             | クラリス・アグベニュー フランス (FRA)   | ティナ・トルステニャク スロベニア (SLO)         | マリア・チェントラッチオ イタリア (ITA)         |
| 2024 パリ             | アンドレヤ・レシキ スロベニア (SLO)     | プリスカ・アウィティ・アルカラス メキシコ (MEX) | クラリス・アグベニュー フランス (FRA)           |
| 2024 パリ             | アンドレヤ・レシキ スロベニア (SLO)     | プリスカ・アウィティ・アルカラス メキシコ (MEX) | ラウラ・ファズリウ コソボ (KOS)                 |

### 70kg級
- 中量級
- 66kg（1992-1996）
- 70kg（2000- ）

| 大会名                | 金                                    | 銀                                            | 銅                                        |
| --------------------- | ------------------------------------- | --------------------------------------------- | ----------------------------------------- |
| 1992 バルセロナ       | オダリス・レベ キューバ (CUB)         | エマヌエーラ・ピエラントッツィ イタリア (ITA) | ケイト・ホーウェイ イギリス (GBR)         |
| 1992 バルセロナ       | オダリス・レベ キューバ (CUB)         | エマヌエーラ・ピエラントッツィ イタリア (ITA) | ハイジ・ラケルス ベルギー (BEL)           |
| 1996 アトランタ       | 曺敏仙 韓国 (KOR)                     | アネタ・シュチェパンスカ ポーランド (POL)     | 王顕波 中国 (CHN)                         |
| 1996 アトランタ       | 曺敏仙 韓国 (KOR)                     | アネタ・シュチェパンスカ ポーランド (POL)     | クラウディア・ズウィールス オランダ (NED) |
| 2000 シドニー         | シベリス・ベラネス キューバ (CUB)     | ケイト・ホーウェイ オーストラリア (AUS)       | 曺敏仙 韓国 (KOR)                         |
| 2000 シドニー         | シベリス・ベラネス キューバ (CUB)     | ケイト・ホーウェイ オーストラリア (AUS)       | イレニア・スカピン イタリア (ITA)         |
| 2004 アテネ           | 上野雅恵 日本 (JPN)                   | エディス・ボッシュ オランダ (NED)             | アネット・ベーム ドイツ (GER)             |
| 2004 アテネ           | 上野雅恵 日本 (JPN)                   | エディス・ボッシュ オランダ (NED)             | 秦東亜 中国 (CHN)                         |
| 2008 北京             | 上野雅恵 日本 (JPN)                   | アナイシス・エルナンデス キューバ (CUB)       | エディス・ボッシュ オランダ (NED)         |
| 2008 北京             | 上野雅恵 日本 (JPN)                   | アナイシス・エルナンデス キューバ (CUB)       | ロンダ・ラウジー アメリカ合衆国 (USA)     |
| 2012 ロンドン         | リュシ・デコス フランス (FRA)         | ケルスティン・ティエレ ドイツ (GER)           | ジュリ・アルベアル コロンビア (COL)       |
| 2012 ロンドン         | リュシ・デコス フランス (FRA)         | ケルスティン・ティエレ ドイツ (GER)           | エディス・ボッシュ オランダ (NED)         |
| 2016 リオデジャネイロ | 田知本遥 日本 (JPN)                   | ジュリ・アルベアル コロンビア (COL)           | ラウラ・ヴァルガス＝コッホ ドイツ (GER)   |
| 2016 リオデジャネイロ | 田知本遥 日本 (JPN)                   | ジュリ・アルベアル コロンビア (COL)           | サリー・コンウェイ イギリス (GBR)         |
| 2020 東京             | 新井千鶴 日本 (JPN)                   | ミヒャエラ・ポレレス オーストリア (AUT)       | マディナ・タイマゾワ ROC (ROC)            |
| 2020 東京             | 新井千鶴 日本 (JPN)                   | ミヒャエラ・ポレレス オーストリア (AUT)       | サンネ・ファンデイケ オランダ (NED)       |
| 2024 パリ             | バルバラ・マティッチ クロアチア (CRO) | ミリアム・ブトケライト ドイツ (GER)           | ミヒャエラ・ポレレス オーストリア (AUT)   |
| 2024 パリ             | バルバラ・マティッチ クロアチア (CRO) | ミリアム・ブトケライト ドイツ (GER)           | ガブリエラ・ウィレムス ベルギー (BEL)     |

### 78kg級
- 軽重量級
- 72kg（1992-1996）
- 78kg（2000- ）

| 大会名                | 金                                      | 銀                                      | 銅                                            |
| --------------------- | --------------------------------------- | --------------------------------------- | --------------------------------------------- |
| 1992 バルセロナ       | 金美廷 韓国 (KOR)                       | 田辺陽子 日本 (JPN)                     | イレーネ・ドゥコック オランダ (NED)           |
| 1992 バルセロナ       | 金美廷 韓国 (KOR)                       | 田辺陽子 日本 (JPN)                     | レティシア・メイニャン フランス (FRA)         |
| 1996 アトランタ       | ウラ・ウェルブルック ベルギー (BEL)     | 田辺陽子 日本 (JPN)                     | ディアデニス・ルナ キューバ (CUB)             |
| 1996 アトランタ       | ウラ・ウェルブルック ベルギー (BEL)     | 田辺陽子 日本 (JPN)                     | イレニア・スカピン イタリア (ITA)             |
| 2000 シドニー         | 唐琳 中国 (CHN)                         | セリーヌ・ルブラン フランス (FRA)       | シモナ・リクテル ルーマニア (ROM)             |
| 2000 シドニー         | 唐琳 中国 (CHN)                         | セリーヌ・ルブラン フランス (FRA)       | エマヌエーラ・ピエラントッツィ イタリア (ITA) |
| 2004 アテネ           | 阿武教子 日本 (JPN)                     | 劉霞 中国 (CHN)                         | ユリセル・ラボルデ キューバ (CUB)             |
| 2004 アテネ           | 阿武教子 日本 (JPN)                     | 劉霞 中国 (CHN)                         | ルチア・モリコ イタリア (ITA)                 |
| 2008 北京             | 楊秀麗 中国 (CHN)                       | ヤレニス・カスティージョ キューバ (CUB) | 鄭敬美 韓国 (KOR)                             |
| 2008 北京             | 楊秀麗 中国 (CHN)                       | ヤレニス・カスティージョ キューバ (CUB) | ステファニー・ポサメ フランス (FRA)           |
| 2012 ロンドン         | ケイラ・ハリソン アメリカ合衆国 (USA)   | ジェマ・ギボンズ イギリス (GBR)         | マイラ・アギアル ブラジル (BRA)               |
| 2012 ロンドン         | ケイラ・ハリソン アメリカ合衆国 (USA)   | ジェマ・ギボンズ イギリス (GBR)         | オドレー・チュメオ フランス (FRA)             |
| 2016 リオデジャネイロ | ケイラ・ハリソン アメリカ合衆国 (USA)   | オドレー・チュメオ フランス (FRA)       | マイラ・アギアル ブラジル (BRA)               |
| 2016 リオデジャネイロ | ケイラ・ハリソン アメリカ合衆国 (USA)   | オドレー・チュメオ フランス (FRA)       | アナマリ・ベレンシェク スロベニア (SLO)       |
| 2020 東京             | 濵田尚里 日本 (JPN)                     | マドレーヌ・マロンガ フランス (FRA)     | アンナ＝マリア・ヴァーグナー ドイツ (GER)     |
| 2020 東京             | 濵田尚里 日本 (JPN)                     | マドレーヌ・マロンガ フランス (FRA)     | マイラ・アギアル ブラジル (BRA)               |
| 2024 パリ             | アリーチェ・ベッランディ イタリア (ITA) | インバル・ラニル イスラエル (ISR)       | 馬振昭 中国 (CHN)                             |
| 2024 パリ             | アリーチェ・ベッランディ イタリア (ITA) | インバル・ラニル イスラエル (ISR)       | パトリシア・サンパイオ ポルトガル (POR)       |

### 78kg超級
- 重量級
- 72kg以上（1992-1996）
- 78kg以上（2000- ）

| 大会名                | 金                                  | 銀                                  | 銅                                            |
| --------------------- | ----------------------------------- | ----------------------------------- | --------------------------------------------- |
| 1992 バルセロナ       | 荘暁岩 中国 (CHN)                   | エステラ・ロドリゲス キューバ (CUB) | ナタリナ・ルピノ フランス (FRA)               |
| 1992 バルセロナ       | 荘暁岩 中国 (CHN)                   | エステラ・ロドリゲス キューバ (CUB) | 坂上洋子 日本 (JPN)                           |
| 1996 アトランタ       | 孫福明 中国 (CHN)                   | エステラ・ロドリゲス キューバ (CUB) | クリスティーヌ・シコ フランス (FRA)           |
| 1996 アトランタ       | 孫福明 中国 (CHN)                   | エステラ・ロドリゲス キューバ (CUB) | ヨハンナ・ハーグン ドイツ (GER)               |
| 2000 シドニー         | 袁華 中国 (CHN)                     | ダイマ・ベルトラン キューバ (CUB)   | 金善永 韓国 (KOR)                             |
| 2000 シドニー         | 袁華 中国 (CHN)                     | ダイマ・ベルトラン キューバ (CUB)   | 山下まゆみ 日本 (JPN)                         |
| 2004 アテネ           | 塚田真希 日本 (JPN)                 | ダイマ・ベルトラン キューバ (CUB)   | テア・ドングザシビリ ロシア (RUS)             |
| 2004 アテネ           | 塚田真希 日本 (JPN)                 | ダイマ・ベルトラン キューバ (CUB)   | 孫福明 中国 (CHN)                             |
| 2008 北京             | 佟文 中国 (CHN)                     | 塚田真希 日本 (JPN)                 | イダリス・オルティス キューバ (CUB)           |
| 2008 北京             | 佟文 中国 (CHN)                     | 塚田真希 日本 (JPN)                 | ルツィヤ・ポラウデル スロベニア (SLO)         |
| 2012 ロンドン         | イダリス・オルティス キューバ (CUB) | 杉本美香 日本 (JPN)                 | 佟文 中国 (CHN)                               |
| 2012 ロンドン         | イダリス・オルティス キューバ (CUB) | 杉本美香 日本 (JPN)                 | カリーナ・ブライアント イギリス (GBR)         |
| 2016 リオデジャネイロ | エミリ・アンデオル フランス (FRA)   | イダリス・オルティス キューバ (CUB) | 山部佳苗 日本 (JPN)                           |
| 2016 リオデジャネイロ | エミリ・アンデオル フランス (FRA)   | イダリス・オルティス キューバ (CUB) | 于頌 中国 (CHN)                               |
| 2020 東京             | 素根輝 日本 (JPN)                   | イダリス・オルティス キューバ (CUB) | イリーナ・キンゼルスカ アゼルバイジャン (AZE) |
| 2020 東京             | 素根輝 日本 (JPN)                   | イダリス・オルティス キューバ (CUB) | ロマヌ・ディッコ フランス (FRA)               |
| 2024 パリ             | ベアトリス・ソウザ ブラジル (BRA)   | ラズ・ヘルシュコ イスラエル (ISR)   | キム・ハユン 韓国 (KOR)                       |
| 2024 パリ             | ベアトリス・ソウザ ブラジル (BRA)   | ラズ・ヘルシュコ イスラエル (ISR)   | ロマヌ・ディッコ フランス (FRA)               |

## 男女混合団体戦
| 大会名    | 金 | 銀 | 銅 |
| --------- | --- | --- | --- |
| 2020 東京 | フランス (FRA) クラリス・アグベニェヌ アクセル・クレルジュ ロマヌ・ディッコ テディ・リネール サラ＝レオニー・シジク ギヨーム・シェヌ キリアン・ル・ブルーシュ マドレーヌ・マロンガ マルゴー・ピノ アレクサンドル・イディル アマンディーヌ・ブシャール                                                                            | 日本 (JPN) 新井千鶴 向翔一郎 素根輝 ウルフ・アロン 芳田司 大野将平 濵田尚里 田代未来 永瀬貴規 阿部詩 阿部一二三 原沢久喜                       | ドイツ (GER) ジョバンナ・スコッチマッロ ドミニク・レッセル アンナ＝マリア・バーグナー カール＝リヒャルト・フレイ テレーザ・シュトール ゼバスティアン・ザイドル イゴール・ヴァントケ ヨハネス・フライ エドゥアルト・トリッペル マルティナ・トライドス カタリーナ・メンツ ヤスミン・グラボフスキー |
| 2020 東京 | フランス (FRA) クラリス・アグベニェヌ アクセル・クレルジュ ロマヌ・ディッコ テディ・リネール サラ＝レオニー・シジク ギヨーム・シェヌ キリアン・ル・ブルーシュ マドレーヌ・マロンガ マルゴー・ピノ アレクサンドル・イディル アマンディーヌ・ブシャール                                                                            | 日本 (JPN) 新井千鶴 向翔一郎 素根輝 ウルフ・アロン 芳田司 大野将平 濵田尚里 田代未来 永瀬貴規 阿部詩 阿部一二三 原沢久喜                       | イスラエル (ISR) ギリ・シャリル サギ・ムキ ラズ・ヘルシュコ ピーター・パルチック ティムナ・ネルソン＝レビー トハル・ブトブル リー・コクマン インバル・ラニル シラ・リショニー オル・サッソン バルク・シュマイロフ                                                                                |
| 2024 パリ | フランス (FRA) シリヌ・ブクリ ジョアン＝バンジャマン・ガバ アマンディーヌ・ブシャール ワリド・キヤー サラ＝レオニー・シジク ルカ・ムハイジェ クラリス・アグベニュー アルファ・ウマル・ジャロ マリー＝エヴ・ガイエ マクシム＝ガエル・ンガヤ＝アムブ ロマヌ・ディッコ オーレリアン・ディース マドレーヌ・マロンガ テディ・リネール | 日本 (JPN) 阿部詩 阿部一二三 舟久保遥香 橋本壮市 角田夏実 永山竜樹 新添左季 村尾三四郎 高市未来 永瀬貴規 素根輝 斉藤立 高山莉加 ウルフ・アロン | ブラジル (BRA) ラリッサ・ピメンタ ダニエル・カルグニン ラファエラ・シルバ ウィリアン・リマ ケトレイン・クアドロス ラファエル・マセド ベアトリス・ソウザ ギリェルメ・シミット レオナルド・ゴンサルヴェス ラファエル・シルバ                                                                       |
| 2024 パリ | フランス (FRA) シリヌ・ブクリ ジョアン＝バンジャマン・ガバ アマンディーヌ・ブシャール ワリド・キヤー サラ＝レオニー・シジク ルカ・ムハイジェ クラリス・アグベニュー アルファ・ウマル・ジャロ マリー＝エヴ・ガイエ マクシム＝ガエル・ンガヤ＝アムブ ロマヌ・ディッコ オーレリアン・ディース マドレーヌ・マロンガ テディ・リネール | 日本 (JPN) 阿部詩 阿部一二三 舟久保遥香 橋本壮市 角田夏実 永山竜樹 新添左季 村尾三四郎 高市未来 永瀬貴規 素根輝 斉藤立 高山莉加 ウルフ・アロン | 韓国 (KOR) ホ・ミミ アン・バウル チョン・イェリン キム・ウォンジン イ・ヘギョン ハン・ジュヨプ キム・ジス イ・ジュンファン キム・ハユン キム・ミンジョン ユン・ヒョンジ |